# Сузан Лучи
Сузан Викторија Лучи (енгл. Susan Victoria Lucci; Скарсдејл, 23. децембар 1946) америчка је глумица. Најпознатија је по тумачењу улоге Ерике Кејн у ABC-овој сапуници Сва моја деца током читавог њеног трајања, од 1970. до 2011.  године. Лик се сматра иконом, TV Guide ју је назвао „водећом дамом дневне телевизије”, а New York Times и Los Angeles Times је наводе као најплаћенијег глумца дневне телевизије. Већ 1991. године њена плата је наводно износила преко милион долара годишње. Током рада на Свој мојој деци, Лучи је 21 пут била номинована за награду Еми за програм у дневном термину за најбољу главну глумицу у драмској серији. Победила је само једном, 1999. године, после 19. номинације; њен статус  сталног кандидата за награду привукао је значајну пажњу медија од краја 1980-их.
Лучи је такође глумила у другим ТВ серијама, као и повремено на филму и у позоришту. Гостовала је у више епизода у серијама Далас, Вруће у Кливленду и Жене америчких војника. Лучи је била домаћин Уживо суботом увече 1990. године. Након отказивања Све моје деце, била је водитељка документарне криминалистичке серије Смртоносне афере од 2012. до 2014. и глумила Џеневив Делатур у серији Опаке служавке од 2013. до 2016. године.
Године 1996. TV Guide ју је рангирао на 37. место своје листе 50 највећих ТВ звезда свих времена. VH1 ју је прогласио за једну од 200 најбољих икона свих времена и Барбара Волтерс за једну од десет најфасцинантнијих људи.